# Boca de Santiago
Boca de Santiago är en ort i Mexiko.   Den ligger i kommunen Villa de Reyes och delstaten San Luis Potosí, i den centrala delen av landet, 300 km nordväst om huvudstaden Mexico City. Boca de Santiago ligger 2 039 meter över havet och antalet invånare är 214.
Terrängen runt Boca de Santiago är kuperad österut, men västerut är den platt. Runt Boca de Santiago är det ganska glesbefolkat, med 39 invånare per kvadratkilometer. Närmaste större samhälle är Carranco, 9,4 km sydost om Boca de Santiago. Omgivningarna runt Boca de Santiago är i huvudsak ett öppet busklandskap.